# Tour du Limousin-Périgord-Nouvelle-Aquitaine 2025
La 58e édition du Tour du Limousin-Nouvelle-Aquitaine est une course par étape de cyclisme sur route qui se déroule du 19 au 22 août 2025, en Limousin et en Périgord. 

## Parcours
Cette édition est composée de quatre étapes. Comme les années précédentes, la course se déroule dans quatre départements : la Haute-Vienne, la Creuse, la Dordogne et la Corrèze. Sa longueur totale est d’environ 710 kilomètres. Le départ est donné à Panazol et la course se termine à Limoges.
La course est diffusée en direct sur France 3 Limousin et NoA.

### Première étape
La première étape part de Panazol, en banlieue est de Limoges, et se dirige vers le sud-est de la Creuse et le nord-est de la Corrèze, passant alternativement de l’un à l’autre à quatre reprises. Elle traverse Châteauneuf-la-Forêt, puis Peyrelevade et Sornac, pour arriver à La Courtine dans la Creuse. Plus longue des quatre étapes avec 184,6 km, elle présente un dénivelé positif de 3 400 mètres. Trois côtes sont au programme : la côte de Liffaud (5,83 %), la côte d’Abbas-Féniers (4,41 %) et la côte de la Croix de la Mission (4,87 %).

### Deuxième étape
C'est l'étape périgordine, orientée du nord vers l’est, qui part de Thiviers et arrive à Grèzes (commune des Coteaux Périgourdins). Elle est longue de 174,3 km et traverse Peyrignac, Le Lardin-Saint-Lazare Terrasson et La Dornac. Six côtes sont au programme des 65 derniers kilomètres : la côte Beauregard (5,58 %), la côte de Terrasson, la côte de Grèzes (4,69 %), la côte de Lacassagne (5,39 %), la côte de Chadriat-Terrasson (6,08 %) et une deuxième fois celle de Terrasson (4,31 %). Son dénivelé positif se monte à 3 050 mètres
 et l'arrivée est prévue sur la route de la station-météo de Grèzes, comme en 2018.

### Troisième étape
La troisième étape, longue de 183 km, est corrézienne ; elle part de Saint-Jal et arrive à Masseret, passant par Le Lonzac, Perpezac-le-Noir, Vigeois et Condat-sur-Ganaveix. Cinq côtes sont prévues pour un dénivelé positif de 3 380 mètres : celle de Tulle-Materre (7,64 %), celle de Malangue (6,40 %), celle de Laguenne-Les Torts (7,16 %), celles de Chameyrat (6,17 %), et celle de la Justice (5,74 %).

### Quatrième étape
Partant de Saint-Hilaire-Bonneval, cette étape de 164,6 km est entièrement située en Haute-Vienne. Elle prend d’abord la direction du sud-est puis remonte vers le nord-ouest jusqu’à Limoges. Traversant Meuzac, La Porcherie et Boisseuil, les coureurs se dirigent vers Limoges en passant par les côtes de Lardimalle Glanges (4,62 %), de Saint-Genest (4,91 %), et de Veyrinas (6,06 %). Ils arrivent à Limoges après un dénivelé positif de 2 900 mètres.

## Équipes
18 équipes dont 5 World Teams UCI, 8 continentales professionnelles et 5 continentales sont au départ de l'épreuve.
| WorldTeams (5)- Decathlon AG2R La Mondiale Team - Arkéa-B&B Hotels - Cofidis - Groupama-FDJ - Intermarché-Wanty ProTeams (8)- Caja Rural-Seguros RGA - Equipo Kern Pharma - Euskaltel-Euskadi - Solution Tech-Vini Fantini - Team TotalEnergies - Unibet Tietema Rockets - VF Group-Bardiani CSF-Faizanè - Wagner Bazin WB Équipes continentales (5)- CIC U Nantes - Illes Balears Arabay - Saint Michel-Preference Home-Auber 93 - Nice Métropole Côte d'Azur - Van Rysel-Roubaix |
| |

## Liste des participants
| Decathlon-AG2R La Mondiale DAT | Decathlon-AG2R La Mondiale DAT | Decathlon-AG2R La Mondiale DAT |
| ------------------------------ | ------------------------------ | ------------------------------ |
| Num                            | Coureur                        | Pos                            |
| 1                              | Paul Lapeira (FRA)             |                                |
| 2                              | Geoffrey Bouchard (FRA)        |                                |
| 3                              | Andrea Vendrame (ITA)          |                                |
| 4                              | Noa Isidore (FRA)              |                                |
| 5                              | Victor Lafay (FRA)             |                                |
| 6                              | Louic Boussemaere (BEL)        |                                |
| 7                              | Nicolas Prodhomme (FRA)        |                                |

| Arkéa-B&B Hotels ARK | Arkéa-B&B Hotels ARK    | Arkéa-B&B Hotels ARK |
| -------------------- | ----------------------- | -------------------- |
| Num                  | Coureur                 | Pos                  |
| 11                   | Ewen Costiou (FRA)      |                      |
| 12                   | Anthony Delaplace (FRA) |                      |
| 13                   | Simon Guglielmi (FRA)   |                      |
| 14                   | Mathis Le Berre (FRA)   |                      |
| 15                   | Martin Tjøtta (NOR)     |                      |
| 16                   | Luca Mozzato (ITA)      |                      |
| 17                   | Clément Venturini (FRA) |                      |

| Cofidis COF | Cofidis COF                | Cofidis COF |
| ----------- | -------------------------- | ----------- |
| Num         | Coureur                    | Pos         |
| 21          | Dylan Teuns (BEL)          |             |
| 22          | Stefano Oldani (ITA)       |             |
| 23          | Nicolas Debeaumarché (FRA) |             |
| 24          | Léandre Huck (FRA)         |             |
| 25          | Clément Izquierdo (FRA)    |             |
| 26          | Sam Maisonobe (FRA)        |             |
| 27          | Sylvain Moniquet (BEL)     |             |

| Groupama-FDJ GFC | Groupama-FDJ GFC       | Groupama-FDJ GFC |
| ---------------- | ---------------------- | ---------------- |
| Num              | Coureur                | Pos              |
| 31               | Lewis Bower (NZL)      |                  |
| 32               | Tom Donnenwirth (FRA)  |                  |
| 33               | Lorenzo Germani (ITA)  | NP-2             |
| 34               | Olivier Le Gac (FRA)   |                  |
| 35               | Quentin Pacher (FRA)   | AB-1             |
| 36               | Eddy Le Huitouze (FRA) | NP-2             |
| 37               | Rémy Rochas (FRA)      |                  |

| Intermarché-Wanty IWA | Intermarché-Wanty IWA    | Intermarché-Wanty IWA |
| --------------------- | ------------------------ | --------------------- |
| Num                   | Coureur                  | Pos                   |
| 41                    | Kevin Colleoni (ITA)     |                       |
| 42                    | Halvor Dolven (NOR)      | NP-2                  |
| 43                    | Alexy Faure Prost (FRA)  |                       |
| 44                    | Victor Hannes (BEL)      |                       |
| 45                    | Axel Van den Broek (BEL) |                       |
| 46                    | Hugo Page (FRA)          |                       |
| 47                    | Lorenzo Rota (ITA)       |                       |

| Decathlon-AG2R La Mondiale DAT | Decathlon-AG2R La Mondiale DAT | Decathlon-AG2R La Mondiale DAT |
| ------------------------------ | ------------------------------ | ------------------------------ |
| Num                            | Coureur                        | Pos                            |
| 1                              | Paul Lapeira (FRA)             |                                |
| 2                              | Geoffrey Bouchard (FRA)        |                                |
| 3                              | Andrea Vendrame (ITA)          |                                |
| 4                              | Noa Isidore (FRA)              |                                |
| 5                              | Victor Lafay (FRA)             |                                |
| 6                              | Louic Boussemaere (BEL)        |                                |
| 7                              | Nicolas Prodhomme (FRA)        |                                |

| Arkéa-B&B Hotels ARK | Arkéa-B&B Hotels ARK    | Arkéa-B&B Hotels ARK |
| -------------------- | ----------------------- | -------------------- |
| Num                  | Coureur                 | Pos                  |
| 11                   | Ewen Costiou (FRA)      |                      |
| 12                   | Anthony Delaplace (FRA) |                      |
| 13                   | Simon Guglielmi (FRA)   |                      |
| 14                   | Mathis Le Berre (FRA)   |                      |
| 15                   | Martin Tjøtta (NOR)     |                      |
| 16                   | Luca Mozzato (ITA)      |                      |
| 17                   | Clément Venturini (FRA) |                      |

| Cofidis COF | Cofidis COF                | Cofidis COF |
| ----------- | -------------------------- | ----------- |
| Num         | Coureur                    | Pos         |
| 21          | Dylan Teuns (BEL)          |             |
| 22          | Stefano Oldani (ITA)       |             |
| 23          | Nicolas Debeaumarché (FRA) |             |
| 24          | Léandre Huck (FRA)         |             |
| 25          | Clément Izquierdo (FRA)    |             |
| 26          | Sam Maisonobe (FRA)        |             |
| 27          | Sylvain Moniquet (BEL)     |             |

| Groupama-FDJ GFC | Groupama-FDJ GFC       | Groupama-FDJ GFC |
| ---------------- | ---------------------- | ---------------- |
| Num              | Coureur                | Pos              |
| 31               | Lewis Bower (NZL)      |                  |
| 32               | Tom Donnenwirth (FRA)  |                  |
| 33               | Lorenzo Germani (ITA)  | NP-2             |
| 34               | Olivier Le Gac (FRA)   |                  |
| 35               | Quentin Pacher (FRA)   | AB-1             |
| 36               | Eddy Le Huitouze (FRA) | NP-2             |
| 37               | Rémy Rochas (FRA)      |                  |

| Intermarché-Wanty IWA | Intermarché-Wanty IWA    | Intermarché-Wanty IWA |
| --------------------- | ------------------------ | --------------------- |
| Num                   | Coureur                  | Pos                   |
| 41                    | Kevin Colleoni (ITA)     |                       |
| 42                    | Halvor Dolven (NOR)      | NP-2                  |
| 43                    | Alexy Faure Prost (FRA)  |                       |
| 44                    | Victor Hannes (BEL)      |                       |
| 45                    | Axel Van den Broek (BEL) |                       |
| 46                    | Hugo Page (FRA)          |                       |
| 47                    | Lorenzo Rota (ITA)       |                       |

## Déroulement
Lors de la première étape, un groupe de sept coureurs se détache après le sprint de Féniers, à 29 km de l'arrivée. À 7 km de la ligne, Ewen Costiou et Thomas Gachignard s'extraient de l'échappée qui est reprise par un peloton réduit, dont se détachent deux poursuivants, Andrea Vendrame et Alexandre Delettre. À 200 mètres de la ligne, Gachignard lance le sprint et s'impose à La Courtine, endossant le maillot jaune.
Le lendemain, en Périgord, cinq coureurs s’échappent à plus de 150 km de l’arrivée : Victor Hannes, Mathias Sanlaville, Edgar Curto, Célestin Guillon, et Kenny Molly, qui conforte son maillot de meilleur grimpeur. Ils sont repris à 22 km de l'arrivée. Dans la côte de Terrasson, le maillot jaune Gachignard est distancé. Neuf coureurs sont en tête de l'ascension finale, puis quatre : Ewen Costiou, Alexandre Delettre, Nicolas Prodhomme, et le Belge Sylvain Moniquet qui part en solitaire. Il remporte l'étape à Grèzes et Costiou prend le maillot jaune. 